# Мірово (Поморське воєводство)
Мірово (пол. Mirowo, нім. Mierau) — село в Польщі, у гміні Новий Став Мальборського повіту Поморського воєводства.
Населення — 112 осіб (2011).
У 1975-1998 роках село належало до Ельблонзького воєводства.

## Демографія
Демографічна структура станом на 31 березня 2011 року:
|          | Загалом | Допрацездатний вік | Працездатний вік | Постпрацездатний вік |
| -------- | ------- | ------------------ | ---------------- | -------------------- |
| Чоловіки | 55      | 14                 | 39               | 2                    |
| Жінки    | 57      | 10                 | 37               | 10                   |
| Разом    | 112     | 24                 | 76               | 12                   |